# Bob Dalving
Robert ("Bob") Dalving (Antwerpen, 28 juli 1950) is een gewezen Belgische voetballer. Hij speelde in de jaren 70 en 80 als verdediger voor KSC Lokeren en Beerschot VAV. Hij kwam ook één keer in actie voor de nationale ploeg.

## Carrière
In 1969 maakte Bob Dalving zijn debuut bij Beerschot VAV. De centrale verdediger werd in geen tijd een vaste waarde bij de Antwerpse club, waar hij als voorstopper of libero voetbalde. In 1971 loodste de Hongaar András Béres het team naar de bekerfinale. Beerschot won met 2-1 van Sint-Truidense VV en mocht de beker voor het eerst in ontvangst nemen. Twee jaar later werden Dalving en zijn ploegmaats vierde in de competitie, na Club Brugge, Standard Luik en Racing White.
In 1975 stapte Dalving over naar het KSC Lokeren van trainer Ladislav Novák. Door zijn sterke prestaties in het eerste seizoen werd hij er titularis en door bondscoach Guy Thys beloond met een (eenmalige) selectie voor de Rode Duivels. Op 22 mei 1976 speelde Dalving mee in de (verloren) terugwedstrijd (1-2) voor de EK-kwalificatie op de Antwerpse Bosuil tegen Nederland. De vorige bondscoach, Raymond Goethals, had de heenwedstrijd met 5-0 verloren, waardoor Thys voor de terugwedstrijd voor heel wat nieuwe spelers koos.
In 1976 speelde hij met Lokeren voor het eerst Europees voetbal. In de tweede ronde (4 november '76) werden de Waaslanders nipt uitgeschakeld tegen het FC Barcelona van sterspelers Johan Cruijff en Johan Neeskens. Dalving scoorde in de terugwedstrijd een kopbaldoelpunt. Tijdens Dalvings aanwezigheid in Lokeren groeide de club uit tot een Belgische subtopper. In 1981 werd Lokeren vicekampioen achter RSC Anderlecht en verloor het de bekerfinale van Standard Luik. Dalving bereikte dat jaar met de Waaslanders ook de kwartfinale van de UEFA Cup.
In 1984 nam Dalving afscheid van Lokeren. Hij kwam nadien nog uit voor het bescheiden Heirnis Gent. Als trainer was hij na zijn spelerscarrière actief bij kleine clubs als KSV Willebroek en Oude God.